# خرسی که چپق می‌کشید
خرسی که چپق می‌کشید کتابی به نویسندگی سیدجواد راهنما و تصویرگری طاهره زحمتکش است که در سال ۱۳۹۵ توسط نشر هوپا منشتر شد. این کتاب در زمینه داستان تألیفی کودک بوده و در زمستان ۱۳۹۶ در فهرست نامزدهای دریافت جایزه کتاب سال قرار گرفت.
کتاب خرسی که چپق می‌کشید به عنوان یکی از برگزیدگان سی و پنجمین دوره کتاب سال ایران انتخاب شد.

## دربارهٔ کتاب

### بخشی از کتاب
کریم‌خسته یک آدم است که قبل‌ترها که شهر ما هنوز شهر نشده بود، به گاوها آمپول می‌زد تا سرما نخورند. اما همهٔ گاوها سرما خوردند و آن‌قدر آب از چشم و دماغشان آمد که مُردند. اما بعد از اینکه اینجا شهر شد و همهٔ گاوها مردند، کریم‌خسته تصمیم گرفت شغلش را عوض کند. برای همین آمپول نجات‌بخشش را کنار گذاشت. بعد از توی کوچه یک سوراخ بزرگ روی دیوار خانه‌اش درآورد و یک پنجرهٔ آهنی زنگ‌زده توی دیوار کار گذاشت. چون سوراخ را کج کنده بود، پنجره آهنی هم کج شده بود. یک تابلو هم بالای آن زد و با خط درشت رویش…

## جوایز
- کتاب برگزیده سال ۱۳۹۶[۱]

## در دورهٔ سی‌وپنجمِ جایزهٔ کتابِ سال
در سی و پنجمین دوره کتاب سال ایران آثار منتشر شده در بازه زمانی فروردین تا اسفند ۹۵ مورد ارزیابی و داوری قرار گرفته‌است. در مجموع ۵۵ هزار عنوان کتاب در این دوره قرار داشت که در نهایت ۲۵۵ اثر به مرحله دوم داوری راه یافت که در ۱۱ موضوع از جمله شامل کلیات، فلسفه، روانشناسی، فیلم، کودک و نوجوان و … در ۷۲ گروه مورد ارزیابی قرار گرفت. همچنین ۲۸ اثر تألیفی، ۱۳ اثر ترجمه ای و دو اثر تصحیحی انتخاب و به عنوان برگزیده یا شایسته تقدیر تعیین شده‌اند.